# Masuccio Primo
Masuccio Primo (Naples, 1230-1306) est un architecte et un sculpteur italien de l'école napolitaine, actif dans la seconde moitié du XIIIe siècle et les premières années du XIVe siècle.

## Biographie
Masuccio Primo est le beau-père de Masuccio Segondo (1291-1387), fils de Pietro degli Stefani.